# Brownsboro
Brownsboro – miasto w Stanach Zjednoczonych, w stanie Teksas, w hrabstwie Henderson.